# Tepetlixpa
Tepetlixpa és un municipi de l'estat de Mèxic. Tepetlixpa és el cap de municipi i principal centre de població d'aquesta municipalitat. Aquest municipi és a la part nord-occidental de l'estat de Mèxic. Limita al nord amb el municipi de Juchitepec, i a sud i oest amb Morelos, i a l'est amb Ozumba.